# Xã Ponca, Quận Dixon, Nebraska
Xã Ponca (tiếng Anh: Ponca Township) là một xã thuộc quận Dixon, tiểu bang Nebraska, Hoa Kỳ. Năm 2010, dân số của xã này là 341 người.